# DIY (magazyn)
DIY (w latach 2002–2011 This Is Fake DIY) – brytyjski niezależny miesięcznik (oraz strona internetowa) poświęcony muzyce alternatywnej, mający ponad 1 milion czytelników na całym świecie.

## Historia i profil
Magazyn internetowy This Is Fake DIY (thisisfakediy.co.uk) założyli w 2002 roku Stephen Ackroyd (pracował od września 2002 do lutego 2016 roku) i Emma Swann.
Latem 2011 roku autorzy This Is Fake DIY postanowili wydawać go w formie magazynu drukowanego. Pilotażowym wydaniem był na początku bezpłatny miesięcznik, po czym nastąpiła jego właściwa premiera. Dystrybucję magazynu zaplanowano w sklepach muzycznych i odzieżowych. Nazwa magazynu drukowanego została skrócona do DIY, a jego tworzeniem zajął się dotychczasowy zespół strony internetowej we współpracy z twórcami innego bezpłatnego magazynu muzycznego, RWD. Powodem do takiej decyzji była, według słów redaktora i współzałożyciela This Is Fake DIY, Stephena Ackroyda chęć „przełamania trendu i rozszerzenia działalności na świat papieru i atramentu” przy jednoczesnym utrzymaniu istniejącej strony internetowej oraz aplikacji mobilnych.
W 2013 roku zespół redakcyjny DIY dodał do swojej oferty nowy cotygodniowy magazyn przeznaczony wyłącznie na tablety, który funkcjonował obok strony internetowej i comiesięcznego bezpłatnego czasopisma drukowanego. Pierwszy numer DIY Weekly, udostępniono na iPada. 3 października tego samego roku DIY został udostępniony w formie oficjalnego kanału na YouTube.
W 2014 roku DIY postanowił we współpracy ze Studio Lindeman przebudować swoją stronę internetową, aby sprostać dużemu natężeniu ruchu na niej, reklamom i dużej ilości treści, w tym wiadomościom i recenzjom muzycznym. 
24 sierpnia 2020 roku DIY Magazine świętował wydanie swojego 100. numeru. Z tej okazji ogłoszono tydzień muzyki na żywo, zaplanowany na następny miesiąc. Według słów redaktor naczelnej DIY, Sarah Jamieson, wrześniowe, jubileuszowe wydanie magazynu „będzie trochę nostalgiczne; będziemy spoglądać wstecz na nasze ostatnie 100 numerów i wspominać to, co dobre, to co złe i wręcz zabawne”. Na okładce wydawnictwa znalazło się zdjęcie zespołu Idles. Postanowiono również przypomnieć pierwsze wydanie DIY. 
Obecnie (2023 rok) DIY jest jednym z największych niezależnych magazynów muzyki alternatywnej w Wielkiej Brytanii, mającym ponad 1 milion czytelników na całym świecie. Redaktorem jest współzałożycielka magazynu, Emma Swann, a redaktorem naczelnym Sarah Jamieson. Wydawcą jest DIY Music Limited. Według deklaracji jego celem jest „bezpośrednie łączenie artystów z nowymi i starymi fanami” a także rozwój kontaktów z klientami (wytwórniami płytowymi, promotorami, festiwalami, partnerami marek i produktów oraz organami rządowymi i branżowymi.
DIY współpracuje z BIMM Institute London, oferując studentom dziennikarstwa staże, w tym sesje mentorskie ze strony redakcji DIY, możliwość przeprowadzenia wywiadów z artystami i dając szansę na publikację na łamach magazynu.